# Antonio Ramírez Jiménez
Antonio Ramírez Jiménez (Mérida, Venezuela, 31 de julio de 1939-Caracas, 14 de diciembre de 2023) fue un abogado y profesor universitario venezolano. 

## Biografía
Fue magistrado de la Sala de Casación Civil de tanto la Corte Suprema de Justicia de Venezuela como del Tribunal Supremo de Justicia de Venezuela, además de profesor de la Universidad Central de Venezuela durante más de 40 años. 
Antonio falleció en 2023 en el incendio de un apartamento en Caracas justo con la señora Marbella Torres Camacaro.